# Inscripția de la Behistun
- Vezi  Locuri din patrimoniul mondial UNESCO din UNESCO: în engleză sau franceză

Inscripția de la Behistun (sau Behistoun sau Bisistun) este o inscripție monumentală care descrie cuceririle lui Darius I în trei limbi: vechea persană, elamită, și akkadiană. Textul este gravat într-o faleză din muntele Behistun, în provincia Kermanshah din actualul Iran. Inscripția a fost descifrată de Henry Rawlinson începând din  1835. Este pentru scrierea cuneiformă ceea ce este Piatra din Rosetta pentru hieroglifele egiptene: documentul crucial în descifrarea acestui sistem de scriere.

## Inscripția

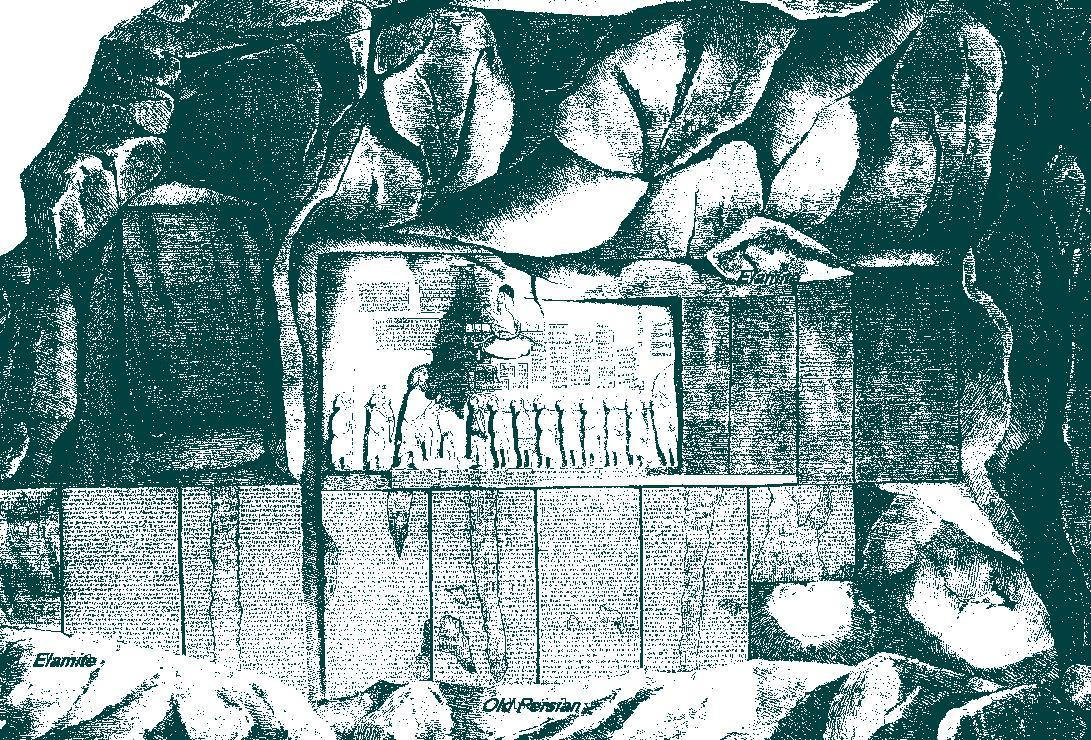
Inscripţia de la Behistun, cu acelaşi text în trei limbi, gravată în faleză, indicând istoria cuceririlor regelui Darius. Este ilustrată cu imagini gravate ale Marelui Rege şi ale altor personaje, care îl însoţesc, în mărime naturală. Fotografie din anul 1881

Textul este o declarație a lui Darius al Persiei, scris de trei ori, în trei sisteme de scriere și limbi diferite: două limbi alăturate, vechea persană și elamită, iar akkadiana, dedesubt. Darius a domnit în Persia între anii 521 î.Hr. și 486 î.Hr.
Prin 515 î.Hr., Darius I își relatează într-o lungă povestire ascensiunea la tron în fața uzurpatorului Smerdis al Persiei, cât și războaiele victorioase care au urmat, precum și represiunile revoltelor. Textele au fost gravate pe o faleză în apropiere de orașul modern Bisutun / Bisotun, în munții Zagros din Iran, la intrarea în câmpia Kermanshah.
Inscripția, de aproximativ 15 metri înălțime și 25 de metri lățime, se găsește la 100 de metri deasupra drumului antic, care lega capitalele Babilon din Babilonia și Ecbatana din Imperiul Medic. Ea este extrem de greu accesibilă, muntele fiind defrișat pentru a face inscripția mai evidentă după gravare. Textul în persana veche conține 414 linii în cinci coloane; textul elamit cuprinde 593 de linii în opt coloane, iar textul akkadian are 112 linii. Inscripția a fost ilustrată de un basorelief care îi reprezintă pe Darius, doi servitori, în mărime naturală și zece personaje înalte de un metru, legate cu mâinile la spate, care reprezintă popoarele cucerite. Zeul Ahura Mazda plutește deasupra, binecuvântându-l pe rege. Un personaj pare să fi fost adăugat după celelalte, ca și, lucru destul de curios, barba lui Darius, care este un bloc de piatră independent, fixat cu știfturi și cu sârmă de fier.

## Difuzare
O traducere în aramaică a inscripției face parte din papirusurile aramaice de la Elephantina. O altă traducere în aramaică a fost găsită la Sakkarah/Saqqarah în Egipt, iar versiuni akkadiene au fost găsite în Babilon.

## Primă mențiune istorică și legendară
Prima mențiune istorică a inscripției a fost făcută de istoricul și medicul grec Ctesias, care îi nota existența spre anul 400 î.Hr. Tacitus, o menționa și el și descria unele monumente auxiliare, mult timp uitate, aflate la baza falezei, unde se află un izvor. Ceea ce a rămas este conform cu descrierea sa. Diodor din Sicilia a scris și el despre "Bagistanon" și declara că textul a fost gravat de regina Semiramida a Babilonului.
După căderea Imperiului Persan și a succesorilor săi, și după căderea în desuetudine a scrierii cuneiforme, semnificația inscripției a fost uitată, iar interpretările fanteziste au devenit normă. Timp de secole, astfel s-a crezut că inscripția se datora lui Khosrau al II-lea.
A apărut o legendă, potrivit căreia inscripția s-ar datora lui Fahrad, amantul lui Shirin, soția lui Khosrau al II-lea. Exilat pentru greșeala pe care o făcuse, Fahrad ar fi primit drept sarcină să taie muntele pentru a găsi apă; dacă ar fi reușit, ar fi primit permisiunea să o ia în căsătorie pe Shirin. Legenda  spune că după ce Fahrad a găsit apă, după numeroși ani de muncă și după ce a mutat jumătate din munte, Khsorau i-a spus că Shirin a murit. Înnebunit de durere, Fahrad s-a aruncat de pe faleză. Însă, în realitate, Shirin nu murise, și s-a spânzurat la aflarea veștii sinuciderii iubitului său.

## Inscripția este descoperită de europeni
În 1598 inscripția este adusă la iveală în Europa de Vest când Robert Shirley, un englez aflat în serviciul Austriei, o descoperă în timpul unei misiuni diplomatice în Persia. Ajunge la concluzia că ar fi vorba despre reprezentarea Înălțării lui Isus Hristos. Falsele interpretări biblice europene se vor răspândi în cele două secole care au urmat: ele îi evocă pe Isus Hristos și pe apostolii săi, sau triburile lui Israel și Salmanazar.
În 1835 Henry Creswicke Rawlinson, un ofițer al Armatei Britanice care antrena armata Șahului Persiei, a început să studieze în mod serios inscripția. În timp ce numele orașului Bisistun este anglicizat în actualul « Behistun », monumentul a devenit cunoscut sub denumirea de « Inscripția de la Behistun ». În pofida inaccesibilității falezei, Rawlinson a reușit să o escaladeze și să copieze inscripția în vechea persană. Versiunea elamită, care se află de cealaltă parte a unei prăpăstii, și versiunea în akkadiană, situată la patru metri mai sus, sunt mai greu accesibile și cercetarea lor a fost amânată pentru un acces ulterior.
Înarmat cu textul în veche persană și cu o treime din silabarul oferit de germanul Georg Friedrich Grotefend, expert în cuneiformă, Rawlinson a descifrat textul. Din fericire, prima parte a textului redă o listă de regi persani identici cu cei din lista menționată de Herodot. Punând în corespondență numele și caracterele, Rawlinson a reușit, prin 1838, să descifreze caracterele cuneiforme utilizate pentru vechea persană.
Mai târziu a venit rândul studiului celorlalte texte rămase. După o perioadă de serviciu în Afghanistan, Rawlinson a revenit în 1843. Folosind scânduri, a trecut spațiul dintre textul în vechea persană și cel din elamită, pe care l-a copiat. A recrutat un băiat din împrejurimi, care s-a cățărat de-a lungul unei fisuri din faleză și a instalat corzi la înălțimea textului în akkadiană. În acest fel, a putut să ia amprenta textului în papier-mâché. Rawlinson s-a dedicat traducerii scrierii akkadiene și a limbii, independent de lucrările lui Edward Hincks, lui Julius Oppert și ale lui William Henry Fox Talbot, care au contribuit și ei la descifrare. Edwin Norris și alții au fost primii care au făcut același lucru cu elamita. Aplicându-se celor trei limbi din Mesopotamia și celor trei variante de scriere cuneiformă, aceste descifrări au constituit una dintre cheile care au permis intrarea asiriologiei în epoca modernă.
Se crede că Darius plasase în mod special inscripția în acest loc pentru a o face de nefalsificat – lizibilitatea trecând pe locul secund al imperativelor sale: textul este complet ilizibil de la nivelul solului. Din nefericire, regele persan nu avuse în vedere mlaștina care s-a format la baza falezei și nici drumul  modern care s-a deschis în sector. Fanta prin care băiatul a escaladat faleza este astăzi ieșirea unui mic curs de apă subterană, inexistent în epoca creării inscripției și secat astăzi, dar poate la originea poveștii căutării apei de către Fahrad. Acest mic curs de apă a provocat distrugeri considerabile unor personaje. Darius nu prevăzuse nici praful de pușcă: monumentul său a suferit pagube în urma tirurilor soldaților care îl utilizau drept ținte, în timp ce făceau exerciții de tragere, în cursul celui de-al Doilea Război Mondial.
Recent, arheologii iranieni au făcut unele lucrări de restaurare. Situl a intrat în lista Patrimoniului Mondial UNESCO în 2006.

## Galerie de imagini

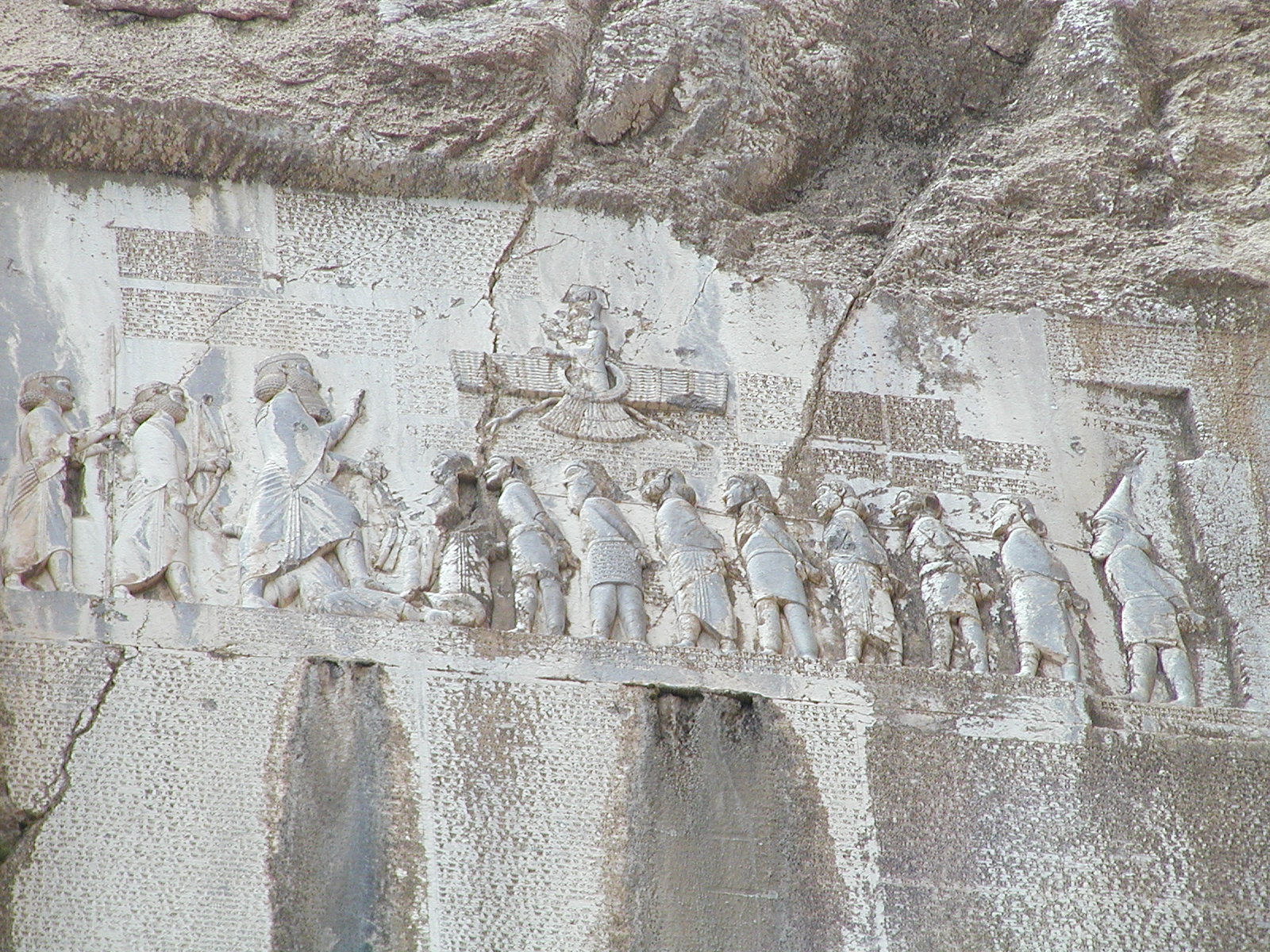
Inscripția de la Behistun, fotografie din 2005
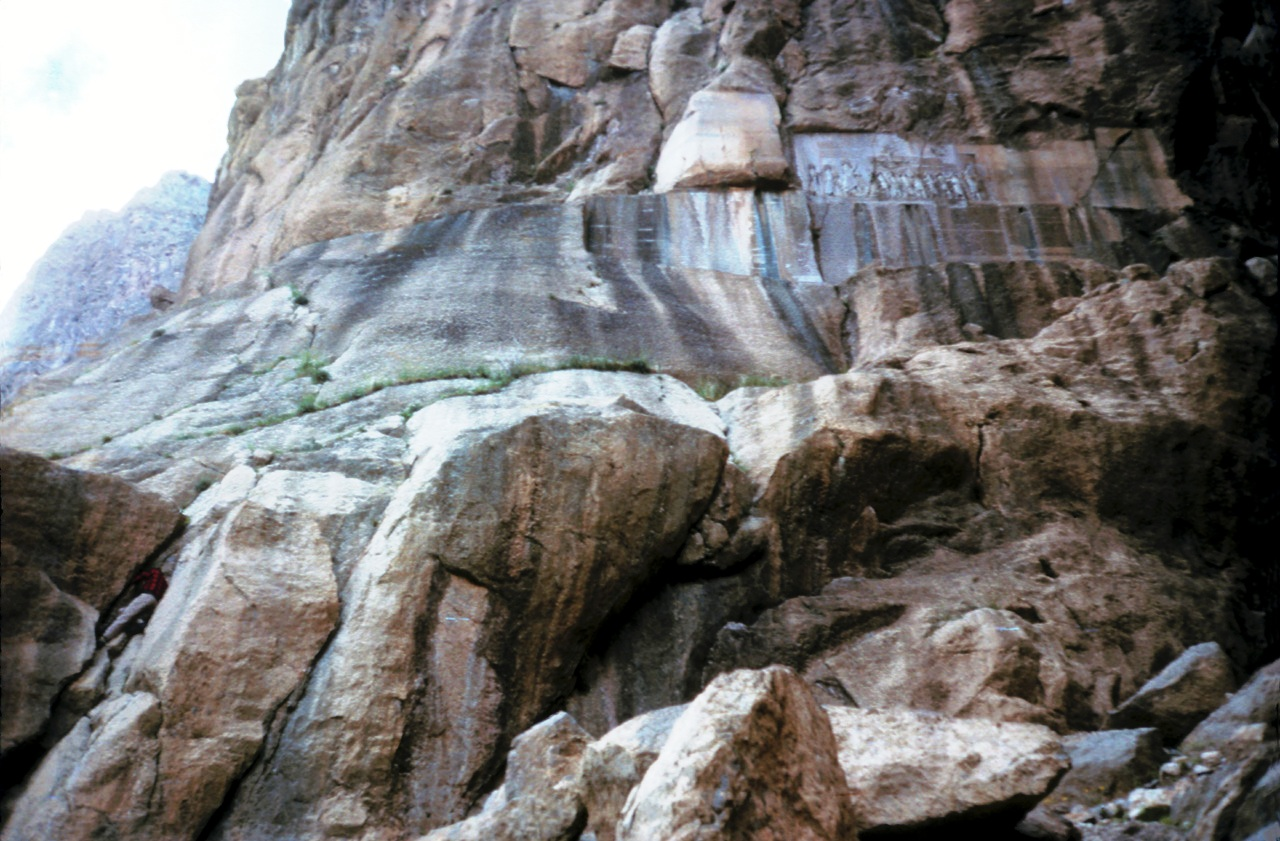
Drumul spre inscripție; fotografie din 1969
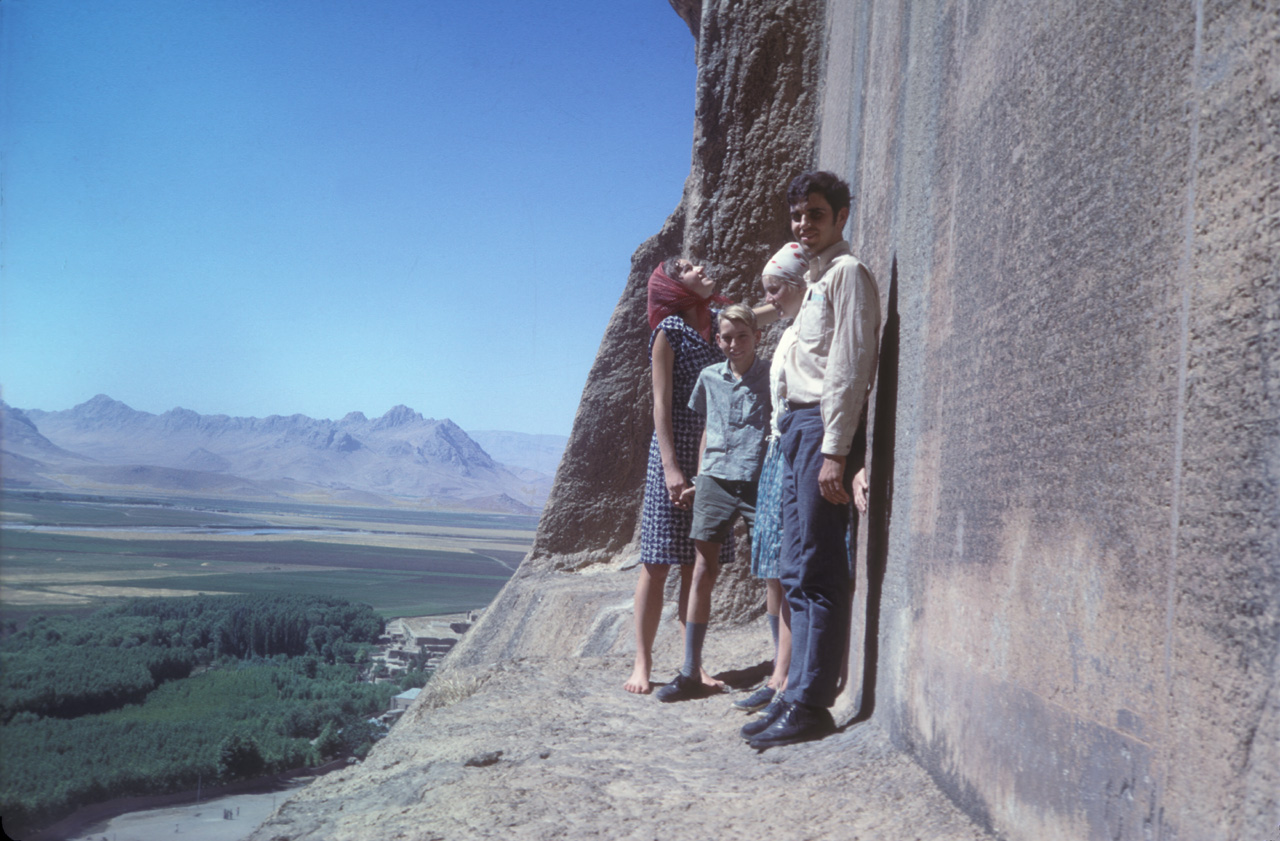
Fotografie luată lângă inscripții (1967)

## Anexe

### Articole conexe
- Inscripție bilingvă